# Rastatt
Rastatt és una ciutat de l'estat de Baden-Württemberg, a Alemanya. Està situada a la riba del riu Murg, sis quilòmetres abans de la confluència amb el Rin, i té una població aproximada de 47.500 habitants (2010).

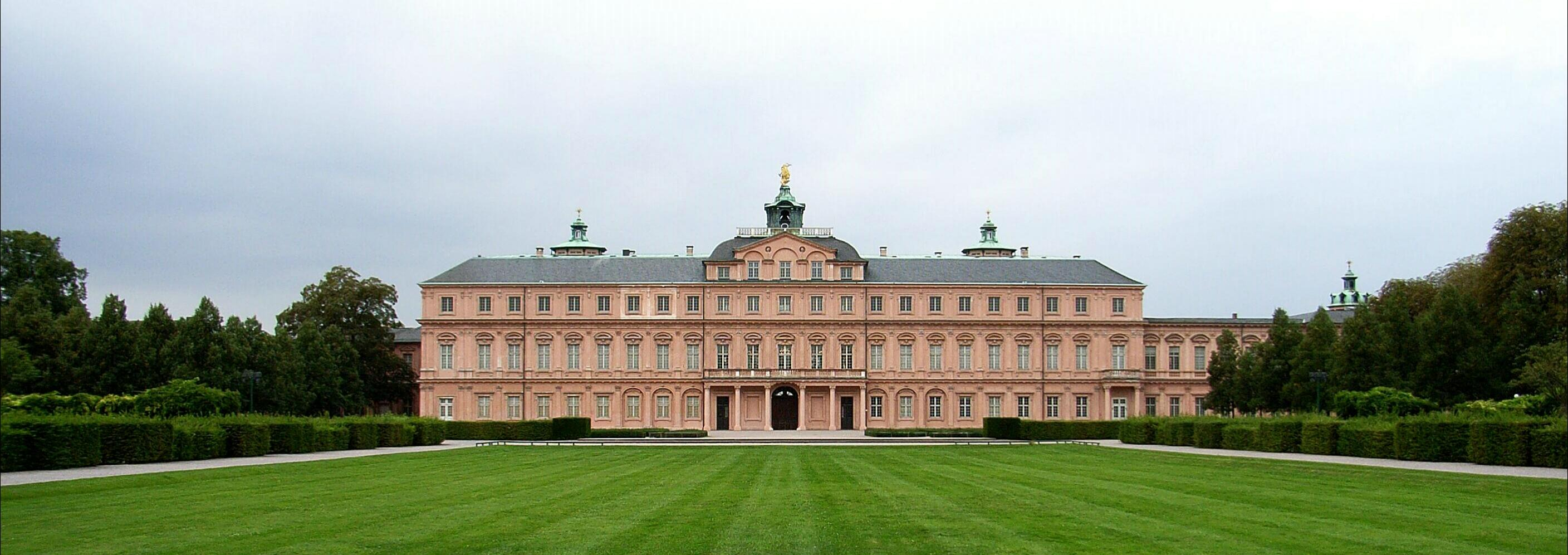
Palau de Rastatt

Fins al final del segle xvii, Rastatt no tenia gairebé cap tipus d'influència política. No obstant, després d'haver estat destruïda pels francesos el 1689, la va reconstruir a una escala més gran el marcgravi Lluís Guillem de Baden-Baden. Va ser la seu del Primer i el Segon congressos de Rastatt, que van donar lloc al Tractat de Rastatt.
Va ser la residència dels marcgravis de Baden-Baden fins al 1771. La revolució de Baden, el 1849, va començar el maig d'aquell any amb un motí de soldats sota el comandament de Ludwik Mieroslawski i Gustav Struve, i va acabar poques setmanes després amb la conquesta de la ciutat pels prussians. Durant alguns anys, Rastatt va ser una de les fortaleses més sòlides de l'imperi alemany, però les fortificacions es van desmantellar el 1890.